# Valter Longo
 (décembre 2024).
Valter D. Longo (né à Gênes le 9 octobre 1967), est un gérontologue italo-américain et professeur de biologie spécialisé en biologie cellulaire et en génétique. Il est connu pour ses travaux sur le jeûne thérapeutique, la réponse des gènes et des éléments nutritifs sur le vieillissement cellulaire. 
Il est depuis 2001 professeur de gérontologie et de sciences biologiques à l'USC Davis School of Gerontology (en) où il a fondé l'USC Longevity Institute et, depuis 2014, directeur du programme « Oncologie & longévité » à l'Institut Firc d’Oncologie Moléculaire (IFOM, Milan).

## Domaines de recherche
Longo étudie les mécanismes de protection cellulaire et les mécanismes fondamentaux du vieillissement dans les organismes allant des levures aux mammifères en utilisant la génétique et les techniques de biochimie, ainsi que les mécanismes pouvant retarder ou empêcher la maladie d'Alzheimer, le cancer et autres maladies du vieillissement.

## Formation[1]
- BS en Biochimie à Université de North Texas en 1992,
- Ph.D. en Biochimie à l'Université de Californie à Los Angeles en 1997,
- Postdoc en Neuro-Biologie à l'Université de Californie du Sud de 1997 à 2000.

## Publication
- Le régime de longévité, Actes Sud Editions, 2018

## Prix et récompenses
- 1993 : subvention de formation en immunologie des tumeurs
- 1995 : prix du jeune chercheur de l’Oxygen Society of America
- 1997 : fondation de bourses Françaises sur la maladie d'Alzheimer
- 2001 : prix du développement de carrière en neurosciences, NIA
- 2001 : prix 2001 de l'Alzheimer Research Association